# 慕容筑
慕容筑（?—?），五胡十六国時代前燕人物，昌黎郡棘城县人。
慕容筑在前燕担任左中郎将。365年三月，任假節、征虜将軍、洛州刺史，镇守金墉城。改任荊州刺史，封武威王。369年十二月，前秦攻打前燕，前秦尚書令王猛率军进攻慕容筑所守的洛陽。370年正月，王猛致書给慕容筑。说明前秦大軍马上要进攻洛陽，秦军从轵关取邺都，金墉穷戍，外无援軍。慕容筑见信后非常害怕，于是以洛阳降王猛。